# Винник Соломія Дмитрівна
Соломія Дмитрівна Винник (нар. 27 листопада 2001) — українська борчиня вільного стилю, призерка чемпіонату Європи. Чемпіонка Європи серед юніорок у ваговій категорії до 57 кг (місто Дортмунд, 2021 року).

## Спортивні результати на міжнародних змаганнях

### Виступи на чемпіонатах світу
| Змагання                        | Збірна  | Вагова категорія       | Місце |
| ------------------------------- | ------- | ---------------------- | ----- |
| Чемпіонат світу з боротьби 2021 | Україна | жіноча боротьба, 57 кг | 5     |
| Чемпіонат світу з боротьби 2022 | Україна | жіноча боротьба, 59 кг | 8     |

### Виступи на чемпіонатах Європи
| Змагання                         | Збірна  | Вагова категорія       | Місце  |
| -------------------------------- | ------- | ---------------------- | ------ |
| Чемпіонат Європи з боротьби 2020 | Україна | жіноча боротьба, 55 кг | Срібло |
| Чемпіонат Європи з боротьби 2022 | Україна | жіноча боротьба, 59 кг | 6      |
| Чемпіонат Європи з боротьби 2024 | Україна | жіноча боротьба, 57 кг | Бронза |

### Виступи на інших змаганнях
| Змагання                                                          | Збірна  | Вагова категорія          | Місце  |
| ----------------------------------------------------------------- | ------- | ------------------------- | ------ |
| Київський Міжнародний турнір з боротьби 2019                      | Україна | жіноча боротьба, до 55 кг | 7      |
| Кубок світу з боротьби 2019                                       | Україна | жіноча боротьба, до 55 кг | 5      |
| Київський Міжнародний турнір з боротьби 2021                      | Україна | жіноча боротьба, до 57 кг | 7      |
| Міжнародний турнір Маттео Пелліцоне 2022                          | Україна | жіноча боротьба, до 59 кг | 8      |
| Відкритий чемпіонат Польщі з боротьби 2022                        | Україна | жіноча боротьба, до 59 кг | Золото |
| Турнір Каба Уулу Кожомкулу та Раатбека Санатбаєва з боротьби 2023 | Україна | жіноча боротьба, до 59 кг | Срібло |
| Відкритий чемпіонат Загреба з боротьби 2024                       | Україна | жіноча боротьба, до 57 кг | 11     |

### Виступи на змаганнях молодших вікових груп
| Змагання                                       | Збірна  | Вагова категорія          | Місце  |
| ---------------------------------------------- | ------- | ------------------------- | ------ |
| Чемпіонат світу з боротьби серед кадетів 2017  | Україна | жіноча боротьба, до 52 кг | 19     |
| Чемпіонат Європи з боротьби серед кадетів 2018 | Україна | жіноча боротьба, до 53 кг | Золото |
| Чемпіонат світу з боротьби серед кадетів 2018  | Україна | жіноча боротьба, до 53 кг | 8      |
| Чемпіонат Європи з боротьби серед юніорів 2019 | Україна | жіноча боротьба, до 55 кг | 9      |
| Чемпіонат Європи з боротьби серед молоді 2021  | Україна | жіноча боротьба, до 59 кг | Бронза |
| Чемпіонат світу з боротьби серед юніорів 2021  | Україна | жіноча боротьба, до 57 кг | Золото |
| Чемпіонат світу з боротьби серед молоді 2021   | Україна | жіноча боротьба, до 59 кг | Срібло |
| Чемпіонат світу з боротьби серед молоді 2022   | Україна | жіноча боротьба, до 59 кг | Бронза |
| Чемпіонат Європи з боротьби серед молоді 2023  | Україна | жіноча боротьба, до 59 кг | Золото |
| Чемпіонат світу з боротьби серед молоді 2023   | Україна | жіноча боротьба, до 59 кг | Золото |